# Uschi Obermaier
Ursula "Uschi" Obermaier (Sendling, 24 settembre 1946) è un'attrice ed ex modella tedesca.
Associata al movimento di protesta della Germania Ovest, è stata considerata una figura simbolo e una sex symbol iconica della cosiddetta "generazione del 1968" e del Movimento del Sessantotto.

## Filmografia parziale
- Detektive, regia di Rudolf Thome (1969)
- Rote Sonne, regia di Rudolf Thome (1970)
- Haytabo, regia di Ulli Lommel e Peter Moland (1971)
- Blutrausch, regia di Thomas Roth (1997)